# レオポルト・ザルヴァトール・フォン・エスターライヒ＝トスカーナ
レオポルト・ザルヴァトール・フォン・エスターライヒ＝トスカーナ（ドイツ語: Leopold Salvator von Österreich-Toskana, 1863年10月15日 - 1931年9月4日）は、オーストリア＝ハンガリー（二重帝国）の皇族軍人。最終階級は陸軍中将、砲兵大将。

## 生涯
トスカーナ大公レオポルド2世の次男カール・ザルヴァトール大公と、その妻で両シチリア王フェルディナンド2世の娘であるマリア・インマクラータ大公妃の間に長男として生まれた。オーストリア帝室の諸分家の中でも自由主義的な気風の強い旧トスカーナ大公家の中で育った。全名はレオポルト・ザルヴァトール・マリア・ヨーゼフ・フェルディナント・フランツ・フォン・アッシジ・カール・アントン・フォン・パドゥーア・ヨハン・バプティスト・ヤヌアリウス・アロイス・ゴンツァーガ・ライナー・ヴェンツェル・ガルス（Leopold Salvator Maria Joseph Ferdinand Franz von Assisi Karl Anton von Padua Johann Baptist Januarius Aloys Gonzaga Rainer Wenzel Gallus）である。
1878年に第77歩兵連隊の少尉に任官、1881年から1883年まで帝都ウィーンの技術軍事アカデミー（Technischen Militärakademie）で軍事を学んだ。様々な部隊に所属した後、1887年から1889年まで士官学校で学び、1889年にレンベルク駐屯の第11砲兵連隊所属の少佐となる。1891年に中佐、1892年に大佐と昇進し、レンベルク駐屯の第24歩兵連隊内の大隊を指揮した。1894年9月にアグラム駐屯の第13砲兵連隊付に転任。1896年3月にはアグラム駐屯の第13砲兵旅団の旅団長に任じられ、同年4月に少将となる。1898年に歩兵部に戻って第72歩兵旅団の旅団長となり、1899年に陸軍中将に昇進、アグラム駐屯の第36歩兵師団の師団長となった。1900年から1906年にかけ、ウィーン駐屯の第26歩兵師団の師団長を務めた。1906年10月27日に砲兵大将となり、1907年4月20日に砲兵部総監に任命された。

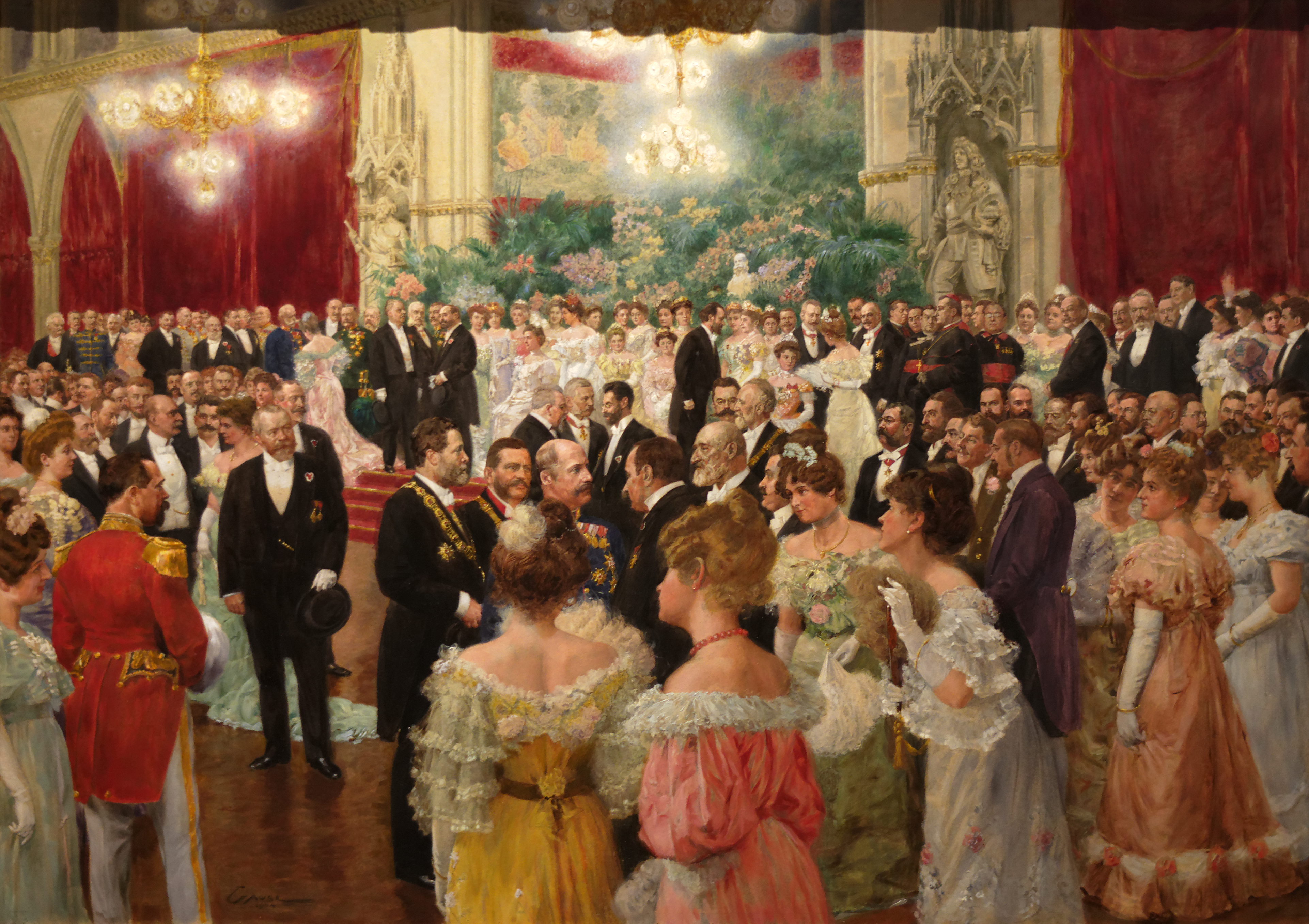
ウィーン市庁舎大ホールにおける、市長カール・ルエーガー主催の舞踏会。ヴィルヘルム・ガウゼ（Wilhelm Gause）画、1904年。ルエーガーの右側2人目にレオポルト・ザルヴァトールが描かれている。

1889年10月24日にフロースドルフ城において、スペインのカルリスタ王位請求者であるマドリード公カルロス・マリアの娘ブランカ・デ・ボルボーンと結婚し、間に10人の子女をもうけた。1918/1919年に二重帝国が崩壊し、皇族としての身分と資産を失ったため、妻の実家を頼ってスペインのバルセロナに移住した。1931年、資産の一部を取り戻すべくウィーンを訪れていた際に死去した。

## 子女
- ドローレス（1891–1974）
- マリア・インマクラータ（1892–1971） - 1932年、イニーゴ・ネーリ・セルネーリと結婚
- マルガレータ（1894–1986） - 1937年、フランチェスコ・マリーア・タリアーニ・ディ・マルキオ侯爵と結婚
- ライナー（1895–1930）
- レオポルト（1897–1958） - 1919年にダグマール・ニコリッチ＝ポドリンスカ男爵令嬢と結婚（1931年離婚）、1932年にアリス・コバーンと結婚
- マリア・アントニア（1899–1977） - 1924年にラモン・オルランディス・イ・ビジャロンガと結婚、1942年にルイス・ペレス・スクレと再婚
- アントン（1901–1987） - 1931年にルーマニア王女イレアナと結婚（1954年離婚）
- アスンタ（1902–1993） - 1939年にユゼフ・ホープフィンガーと結婚（1950年離婚）
- フランツ・ヨーゼフ（1905–1975） - 1937年にマリア・アロイジア・バウマーと結婚（同年離婚）、1962年にマリア・エレーナ・ゾイニッヒと再婚
- カール・ピウス（1909–1953） - 1938年にクリスタ・ザツゲル・デ・バルバニョスと結婚

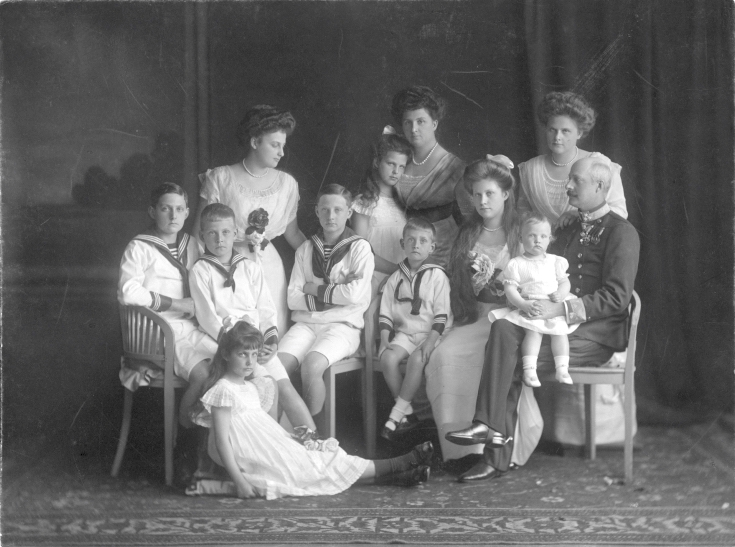
レオポルト・ザルヴァトール大公一家の写真（1912年）